# Afrochthonius reductus
Afrochthonius reductus är en spindeldjursart som beskrevs av Beier 1973. Afrochthonius reductus ingår i släktet Afrochthonius och familjen käkklokrypare. Inga underarter finns listade i Catalogue of Life.